# Nationella alliansen
Nationella alliansen, Alleanza Nazionale (AN) var ett högerextremt italienskt politiskt parti under ledning av Gianfranco Fini.
Efter det italienska politiska systemets kollaps bytte partiet 1994 namn, och man övergav beteckningen Movimento Sociale Italiano (Italienska sociala rörelsen). Under sitt gamla namn ansågs partiet vara postfascistiskt, medan Fini vid ombildningen angav att man nu skulle bygga "Italiens största liberala rörelse". Partiet torde trots detta åtminstone ses som ett nationalistiskt högerparti.
Partiet har ingått i flera valallianser med Forza Italia och flera regeringskoalitioner under Silvio Berlusconis ledning.
I parlamentsvalet i april 2008 ingick AN i den segrande alliansen Frihetens folk. Partiet upplöstes den 22 mars 2009 med syfte att slå sig samman med Forza Italia, för att bilda partiet Frihetens folk.